# Ajax (Canada)
Ajax è una città del Canada nella regione di Durham nella provincia dell'Ontario. 
Si trova nella regione del Golden Horseshoe ed è parte della Grande Area di Toronto. È approssimativamente 25 chilometri ad est di Toronto, è bagnata dal Lago Ontario e confina con le città di Pickering ad ovest e Whitby ad est.
La popolazione è di 109 600 abitanti nel 2011.